# Миджано
Миджано (итал. Miggiano) — коммуна в Италии, располагается в регионе Апулия, в провинции Лечче.
Население составляет 3750 человек (2008 г.), плотность населения составляет 536 чел./км². Занимает площадь 7 км². Почтовый индекс — 73035. Телефонный код — 0833.
Покровителями коммуны почитаются Пресвятая Богородица (Madonna del Carmine) святая великомученица Варвара, святой Викентий Сарагосский, празднование 22 января, святая Марина (Марин).

## Демография
Динамика населения: